# Pedro José Bonanni
Pedro José Bonanni (1906 – 1986), fue un abogado y contador argentino que se desempeñó como ministro de Hacienda en el segundo gobierno de Juan Domingo Perón y, por veintiún días, como ministro de Economía gobierno de Isabel Perón.

## Biografía
Fue profesor de contabilidad en varios colegios de la Capital Federal y fue miembro del Instituto Internacional del Ahorro, de la comisión oficial para el estudio de las sociedades de ahorro para la vivienda familiar. Fue miembro del directorio del Banco Central de la República Argentina. Entre 1946 y 1952 fue director y luego presidente de la de la Caja Nacional de Ahorro Postal.
Desde el 4 de junio de 1952 hasta el derrocamiento de Juan Domingo Perón, el 20 de septiembre de 1955, se desempeñó como ministro de Hacienda del segundo gobierno peronista, logrando en su gestión controlar el incipiente proceso inflacionario del año 1951, logrando bajar la inflación de 38,7% en 1952 a 3,8% 1954.
Fue también tesorero de la Fundación Eva Perón.
En julio de 1975 fue convocado por la presidenta Estela Martinez para hacerse cargo del Ministerio de Economía, tras el Rodrigazo. Asumió el cargo el 22 de julio de 1975 y conformó su equipo económico designando como viceministro de Economía a Benedicto Caplán —exministro de Hacienda de la provincia de Mendoza— y como Secretario de Estado de Comercio a Juan Carlos Benítez -exministro de Economía y Obras Públicas de la Provincia del Chaco- y además como presidente del BCRA a Emilio Mondelli.
No obstante haber llegado al Ministerio de Economía como consecuencia de la movilización popular encabezada por el sindicalismo peronista una vez nombrado en el cargo Bonnani pretendió manejar la cartera económica con amplia independencia de los sectores sindicales peronistas, tanto de la CGT como de las 62 Organizaciones. 
Esta independencia con que Bonanni comenzó a manejarse quedó evidenciada desde los primeros días de su gestión, con las reuniones que mantuvo con las cámaras empresarias para elaborar un nuevo programa económico, lo cual lo hizo caer en desgracia con los jefes sindicales peronistas que no solo le retiraron su apoyo al nuevo ministro, sino que directamente objetaron su presencia en el gabinete ante la propia viuda de Perón,  presentò su renuncia el 11 de agosto de 1975. Durante su breve paso por el ministerio,  logró una desaceleración en la inflación mensual mediante un pacto de precios y la moderación salarial, también se logro revertir el déficit fiscal recortando los gastos en un diez por ciento mientras se elevaban los ingresos públicos.
Dejó, entre otras obras de su autoría, una interesante “Teoría Económica del Ahorro” (1953).